# Pierluigi Polverari
Pierluigi Polverari (Monte Porzio, 14 ottobre 1945 – Lecco, 10 marzo 2013) è stato un politico italiano.

## Biografia
Esponente di spicco del Partito Socialista Italiano e del socialismo lecchese, parlamentare nella X e XI legislatura, sindacalista e segretario provinciale della UIL ed vicesindaco di Lecco nella giunta Boscagli, nel 1992 fu travolto dalla scandalo di “Tangentopoli” per presunte mazzette sugli appalti per la costruzione dell’ospedale cittadino e del recupero dell’area Caleotto; per questo nel 1995 decise di lasciare l’Italia, raggiungendo l’amico Bettino Craxi in Tunisia. Venne quindi assolto da tutte le accuse dopo otto anni dall'avviso di garanzia e nel 2001 fece ritorno nel capoluogo lecchese. Nel 1987 era stato eletto fra i 35 probiviri nazionali del PSI e fu presidente del Club Turati.